# La Massana
La Massana o Maçana és una parròquia del Principat d'Andorra, situada al nord-oest del país. Està conformada per set quarts: Pal, Arinsal, Erts, Sispony, Anyós, l'Aldosa de la Massana, i la Massana, capital de la parròquia. També inclou sis nuclis urbans més; el Puiol del Piu, Escàs, els Plans, el Mas de Ribafeta, Xixerella i el Pui.

## El poble
El poble de la Massana (5.753 h. el 2022), a 1.240 m d'altitud, és a la confluència del riu d'Arinsal o d'Erts amb la riba d'Ordino. El nucli antic és presidit per l'església parroquial de Sant Iscle i Santa Victòria de la Massana. El nom de la Massana, prové del llatí mattianam, una varietat de pomes agres o mançanes, que les dones del lloc utilitzaven per a remullar-se la boca i provocar-se salivera mentre filaven. Avui dia, la Massana conserva algunes boniques cases antigues amb balcons de fusta i ferro, però predominen els nous edificis fins i tot en el nucli antic i apinyat al poble. Els voltants, són plens d'edificacions i cases d'apartaments moderns, de residències, hotels i no poques botigues que han donat una nova vida al lloc.

## Entitats de població
El poblet d'Escàs a 1.383 m es dreça sobre la Massana, arrecerat al solà d'Escàs, ofrena una magnifica vista que s'estén de Casamanya al pic de Paderm i s'ha convertit, en part, en lloc d'estiueig. Tenia 17 h el 2022.
El Pui és un altre nucli tradicional, proper a la Massana, a l'esquerra del riu d'Erts, que té propera l'ermita de Santa Caterina. Enfilat sobre antics dipòsits fluvio-glacials a l'esquerra de la riba d'Ordino, a 1.303 m i enfront de la Massana, hi ha el llogaret de L'Aldosa (780 h el 2022), que té sobre seu el solà del Quart Mitger i, més amunt, el solà de l'Aldosa. Es comunica per una bona pista amb Ordino i aquesta continua per un vell camí vers Anyós. A la dreta del riu d'Anyós, sota els cortals d'Anyós, hi ha els cortals de l'Aldosa.
| Entitat de població      | Habitants (2022) |
| ------------------------ | ---------------- |
| Aldosa de la Massana, l' | 780              |
| Anyós                    | 951              |
| Arinsal                  | 1.977            |
| Erts                     | 556              |
| Escàs                    | 17               |
| Massana, la              | 5.753            |
| Pal                      | 260              |
| Sispony                  | 819              |

## Història
La Massana és la quarta parròquia d'Andorra per ordre protocol·lari i les primeres referències històriques de la Massana es troben a l'acta de consagració de la catedral de la seu d'Urgell del segle ix, sota la denominació original de Maciana (del llatí mattianam, "poma"). L'església parroquial de Sant Iscle és esmentada ja el 839.
Durant segles la principal activitat econòmica del territori va ser l'agricultura i la ramaderia, encara que des del segle xvi es va potenciar la indústria de la farga per a l'obtenció de ferro.
Als anys 50 del segle xx es va produir una obertura del país cap al turisme que va suposar l'inici del Principat tal com es coneix avui en dia. L'any 1972 es va inaugurar l'estació d'esquí d'Arinsal i posteriorment, l'any 1982, es va inaugurar l'estació d'esquí de Pal, senyal d'identitat de la zona i un dels referents del turisme de muntanya. El domini esquiable de Vallnord, amb els sectors de Pal, Arinsal i Arcalís, és el motor econòmic de la zona en l'actualitat.

## Geografia
Els principals rius que la travessen són el Valira del Nord, el riu de Pal i el riu Montaner. Dins els límits de la parròquia també hi ha quatre llacs: el llac de les Truites, el llac dels Forcats, el llac Montmantell i el llac Negre. De la vegetació de la Massana en destaquen els boscos de pins, avets, bedolls, i roures. Aquesta parròquia compta amb algunes de les muntanyes més altes d'Andorra: el Comapedrosa (la gran muntanya, 2.942 m), el Medecorba, el Racofred, el pic del Pla de l'Estany i el de Sanfons, entre d'altres.

## Festes
La festa major de la Massana és el 15 d'agost i la festa del Roser de la Massana se celebra el segon diumenge de juliol.

## Política i govern

### Composició del Comú de la Massana 2015-2019
| Partit                                  | Partit                      | Vots  | %      | Escons |
| --------------------------------------- | --------------------------- | ----- | ------ | ------ |
|                                         | Ciutadans Compromesos (CC)  | 1.330 | 77,55% | 11     |
|                                         | Demòcrates per Andorra (DA) | 385   | 22,45% | 1      |
|                                         |                             |       |        |        |
| Vots nuls i en blanc                    | Vots nuls i en blanc        | 176   | 9,31%  |        |
| Total                                   | Total                       | 1.891 | 100%   | 12     |
| Font: http://www.eleccions.ad/escrutini |                             |       |        |        |

### Composició del Comú de la Massana 2019-2023
| Partit                                  | Partit                     | Vots  | %      | Escons |
| --------------------------------------- | -------------------------- | ----- | ------ | ------ |
|                                         | Ciutadans Compromesos (CC) | 912   | 57,07% | 12     |
|                                         |                            |       |        |        |
| Vots nuls i en blanc                    | Vots nuls i en blanc       | 686   | 42,93% |        |
| Total                                   | Total                      | 1.598 | 100%   | 12     |
| Font: http://www.eleccions.ad/escrutini |                            |       |        |        |

#### Llista de cònsols majors
Des del 1995 (Primeres eleccions comunals constitucionals) hi ha hagut 4 cònsols majors a La Massana. Actualment ostenta el títol Olga Molné Soldevila.
| Període   | Cònsol major            | Partit                           |
| --------- | ----------------------- | -------------------------------- |
| 1995-1999 | Antoni Garrallà Rossell | Grup d'Opinió Liberal (GOL)      |
| 1999-2003 | Antoni Garrallà Rossell | Grup Democràtic Parroquial (GDP) |
| 2003-2007 | Josep Maria Camp Areny  | Partit Liberal d'Andorra (PLA)   |
| 2007-2011 | Josep Maria Camp Areny  | Partit Liberal d'Andorra (PLA)   |
| 2011-2015 | David Baró Riba         | Ciutadans Compromesos (CC)       |
| 2015-2019 | David Baró Riba         | Ciutadans Compromesos (CC)       |
| 2019-     | Olga Molné Soldevila    | Ciutadans Compromesos (CC)       |

## Economia
La seva economia fins a mitjan segle xx se centrava, com generalment passava a tot el país, en la ramaderia i l'agricultura, en aquest cas, específicament dedicada al cultiu de la patata i del tabac. Actualment queden pocs vestigis d'aquest passat. Avui en dia, la base econòmica de la parròquia és el turisme (sobretot hivernal), el comerç i el sector immobiliari. La Massana disposa de tots els serveis propis d'un centre turístic i un servei d'autobús que la comunica amb les parròquies veïnes.

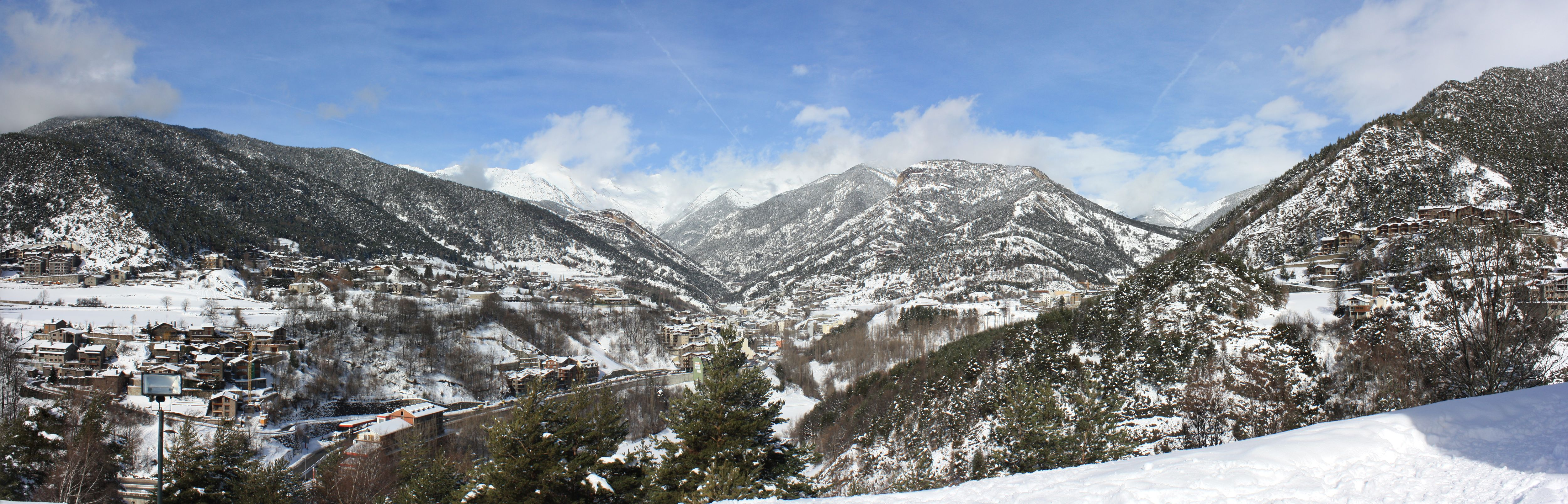
Vista de la població de La Massana, amb les muntanyes d'Arinsal al fons